# Cebrennus tunetanus
Cebrennus tunetanus är en spindelart som beskrevs av Simon 1885. Cebrennus tunetanus ingår i släktet Cebrennus och familjen jättekrabbspindlar.
Artens utbredningsområde är Tunisien. Inga underarter finns listade i Catalogue of Life.